# خونریزی درون‌جمجمه‌ای
خونریزی درون‌جمجمه‌ای یا خونریزی درون‌مغزی (انگلیسی: Intracerebral hemorrhage) که با نام‌های خونریزی مغزی، خونریزی درون‌پارانشیمی و سکته هموراژیک نیز شناخته می‌شود، یک خونریزی ناگهانی در بافت‌های مغز، داخل بطن‌های آن یا هر دو است. این یک نوع خونریزی در داخل جمجمه و یک نوع سکته است. علائم می‌تواند شامل سردرد، ضعف یک طرفه، استفراغ، تشنج، کاهش سطح هوشیاری و سفتی گردن باشد. اغلب علائم با گذشت زمان بدتر می‌شوند. تب نیز شایع است.
علل آن عبارتند از ضربه مغزی، آنوریسم، ناهنجاری‌های شریانی وریدی، و تومورهای مغزی. بزرگترین عوامل خطر برای خونریزی خود به خود فشار خون بالا و آمیلوئیدوز هستند. سایر عوامل خطر عبارتند از اعتیاد به الکل، کلسترول پایین، ضدانعقادهای خون و مصرف کوکائین. تشخیص معمولاً با سی‌تی اسکن است. سایر شرایطی که ممکن است به‌طور مشابه بروز کنند عبارتند از سکته مغزی ایسکمیک.
درمان معمولاً باید در بخش مراقبت‌های ویژه انجام شود. دستورالعمل‌ها توصیه می‌کنند که فشار خون سیستولیک را تا ۱۴۰میلی‌متر جیوه کاهش دهید. ضدانعقادهای خون باید در صورت امکان معکوس شوند و قند خون در محدوده طبیعی نگه داشته شوند. جراحی برای قرار دادن تخلیه‌کننده بطنی ممکن است برای درمان هیدروسفالی استفاده شود، اما کورتیکواستروئیدها نباید استفاده شوند. جراحی برای برداشتن خون در موارد خاص مفید است.
خونریزی مغزی حدود ۲٫۵ نفر از هر ۱۰۰۰۰ نفر در سال را تحت تأثیر قرار می‌دهد. این رخداد بیشتر در مردان و افراد مسن رخ می‌دهد. حدود ۴۴ درصد از افراد مبتلا در عرض یک ماه می‌میرند.  نتایج خوب در حدود ۲۰٪ از افراد مبتلا رخ می‌دهد. خونریزی درون‌جمجمه‌ای، نوعی سکته هموراژیک، برای نخستین بار در سال ۱۸۲۳ از سکته‌های ایسکمیک به دلیل جریان ناکافی خون، به نام «نشت و پلاگ» تشخیص داده شد.